# Томас, Брэндон
Уолтер Брэндон Томас (англ. Walter Brandon Thomas; 24 декабря 1848, Ливерпуль — 19 июня 1914, Блумсбери, Лондон) — английский драматург, актер, певец. Всемирно известен благодаря своей пьесе-фарсу «Тётушка Чарлея». В СССР в 1975 году по мотивам пьесы был поставлен фильм «Здравствуйте, я ваша тётя!».

## Биография
В 14-летнем возрасте убежал из дома и нанялся матросом. Позже работал коммивояжёром, подрабатывал журналистом, хотя всегда имел желание стать актёром. Выступал в салонах, играя на пианино и исполняя песни собственного сочинения. После череды случайных незначительных ролей, Б. Томас становится всё более популярным хара́ктерным актёром.
В 1879 году он присоединился к театральной труппе Уильяма и Медж Кендал, с которыми совершил турне по Соединённым Штатам. Играя небольшие роли, Томас писал пьесы, которые ставились труппой Кендалов. После возвращения в Лондон, он продолжал писать и выступать на театральных сценах в ролях второго плана.
29 февраля 1892 года написанная им трёхактная пьеса «Тётушка Чарлея» была поставлена на сцене лондонского Королевского театра (Royalty Theatre). Пьеса была написана Томасом специально для комедианта Уильяма Сидни Пенли, который и поставил английскую премьеру, и сыграл в ней роль «тётки» (в оригинале — «Донны Люсии»). Постановка была настолько успешной, что спустя 10 месяцев после премьеры спектакль перенесли из Королевского театра в Бери-Сент-Эдмундс, в больший по размеру театр «Роялти», а ещё месяц спустя — в театр «Глоуб». Фарс был переведён на многие языки мира и ставился в целом ряде стран.
Брэндон Томас также является автором нескольких популярных песен.
Умер в 1914 году после непродолжительной болезни.

## Избранные пьесы Брэндона Томаса
- Comrades
- A Highland Legacy (1888)
- The Color Sergeant
- The Lodgers
- The Gold Craze
- The Lancashire Sailor
- Marriage
- The Swordsman’s Daughter
- 22a Curzon Street
- Women Are So Serious
- Fourchette & Co.
- A Judge’s Memory и др.